# Gianrico Carofiglio
Gianrico Carofiglio, født 30. maj 1961, er en italiensk forfatter og tidligere antimafia-dommer fra Bari i Syditalien. Han er i Danmark kendt for sine romaner om advokaten Guido Guerrieris detektiviske evner.

## Værker oversat til dansk
| Dansk titel            | Genre         | Oversætter     | År   | Originaltitel             | År   | Forlag        | ISBN                   |
| ---------------------- | ------------- | -------------- | ---- | ------------------------- | ---- | ------------- | ---------------------- |
| Efter al sandsynlighed | kriminalroman | Marie Andersen | 2016 | Testimone inconpasevole   | 2002 | Hr. Ferdinand | ISBN 978-87-93323-54-4 |
| Med lukkede øjne       | kriminalroman | Annemette Fogh | 2009 | Ad occhi chiusi           | 2003 | Hr. Ferdinand | ISBN 978-87-91746-68-0 |
| Begrundet mistanke     | kriminalroman | Annemette Fogh | 2010 | Ragionevoli dubbi         | 2006 | Hr. Ferdinand | ISBN 978-87-92639-15-8 |
| Skinnet bedrager       | kriminalroman | Annemette Fogh | 2011 | Le perfezioni provvisorie | 2010 | Hr. Ferdinand | ISBN 978-87-92639-51-6 |
| På kanten af sandheden | kriminalroman | Marie Andersen | 2015 | La regola dell'equilibrio | 2014 | Hr. Ferdinand | ISBN 978-87-93166-58-5 |
| Den Kolde Sommer       | kriminalroman | Marie Andersen | 2017 | L'estate fredda           | 2016 | Hr. Ferdinand | ISBN 978-87-93323-92-6 |